# Lufthansa Group
Die Deutsche Lufthansa AG ist ein börsennotiertes Luftfahrtunternehmen mit Sitz in Köln. Der gesamte Konzern tritt inzwischen als Lufthansa Group auf; Kernmarke des Konzerns ist die Lufthansa.
Weitere Teile des Konzerns sind die Fluggesellschaften Swiss, Austrian Airlines, Discover Airlines, Lufthansa CityLine, Lufthansa City Airlines, Air Dolomiti, Eurowings, ITA Airways, Edelweiss Air und Brussels Airlines sowie Sunexpress, ein Joint-Venture der Lufthansa und der Turkish Airlines, die Frachtfluggesellschaft Lufthansa Cargo, der MRO-Dienstleister Lufthansa Technik und bis 2023 teilweise das Catering-Unternehmen LSG Sky Chefs. Das Unternehmen betreibt darüber hinaus mit der Lufthansa Aviation Training Schulungszentren für Piloten und Flugbegleiter sowie verschiedene IT-Gesellschaften.
Gemessen an der Anzahl der beförderten Passagiere gilt die Lufthansa-Gruppe mit ihren verschiedenen Tochtergesellschaften als größtes Luftverkehrsunternehmen Europas.
Sie ist Initiatorin und Gründungsmitglied der Luftfahrtallianz Star Alliance.

## Geschichte
Die heutige Deutsche Lufthansa wurde im Jahr 1953 zunächst als Aktiengesellschaft für Luftverkehrsbedarf (LUFTAG) gegründet und 1954 im Anschluss an den Erwerb der Rechte am traditionsreichen Firmennamen Lufthansa in Deutsche Lufthansa AG umbenannt. Den Linienflugbetrieb nahm das Unternehmen am 1. April 1955 auf. Bis 1963 war die Deutsche Lufthansa AG zu fast 100 Prozent in staatlichem Besitz. Noch bis 1994 war sie die offizielle nationale Fluggesellschaft der Bundesrepublik Deutschland. Seit 1997 ist die Deutsche Lufthansa AG – mit Unterbrechung zwischen 2020 und 2022 infolge von finanziellen Problemen durch die COVID-19-Pandemie – vollständig privatisiert. Seit September 1997 emittiert die Lufthansa vinkulierte Namensaktien, um jederzeit den in Luftverkehrsabkommen und in den EU-Richtlinien
geforderten Nachweis zu erbringen, dass Lufthansa-Aktien mehrheitlich in deutschen Händen liegen.
Seit Mitte der 1990er Jahre entwickelte sich die Deutsche Lufthansa AG zum heutigen Luftverkehrs-Konzern mit verschiedenen Geschäftsbereichen, die als eigenständige Tochtergesellschaften geführt werden, darunter die Luftfracht in der Lufthansa Cargo, die Flugzeugwartung in der Lufthansa Technik und das Catering in der LSG Sky Chefs. Seit Mitte der 2000er Jahre übernahm die Deutsche Lufthansa darüber hinaus mehrere europäische Fluggesellschaften, darunter Swiss International Air Lines, Austrian Airlines, Brussels Airlines, Air Dolomiti, Eurowings, Teile der Air Berlin sowie zeitweise auch British Midland Airways.
Die heutige Gesellschaft ist keine Rechtsnachfolgerin eines „ersten“, bereits 1926 in Berlin gegründeten Unternehmens namens Deutsche Luft Hansa AG, die ab 1933 nationalsozialistisch geprägt war, und mit dem Ende des Zweiten Weltkriegs 1945 ihren Flugbetrieb einstellte (endgültige Liquidation 1951 durch die Alliierten).

## Unternehmensstruktur
Der Konzernvorstand steuert mit den sechs Ressorts Vorstandsvorsitz, Markenführung & Nachhaltigkeit, Globale Märkte & Netzmanagement, Flotte & Technologie, Personal & Infrastruktur & Arbeitsdirektor sowie Konzernfinanzen. Vorstandsvorsitzender ist seit dem 1. Mai 2014 Carsten Spohr, er folgte auf Christoph Franz. Vorsitzender des Aufsichtsrats ist seit September 2017 Karl-Ludwig Kley. Unternehmenssitz und Hauptverwaltung befinden sich in Köln, die Geschäfte werden jedoch im 2005 eröffneten Lufthansa Aviation Center am Flughafen Frankfurt Main geleitet. Dort sind alle dem operativen Geschäft nahen Abteilungen untergebracht. In der Hauptverwaltung in Köln sind rund 300 Mitarbeiter aus Versicherung, Verwaltung und IT angesiedelt. Die übrigen Abteilungen wurden bereits in den 1980er Jahren, teilweise gegen den Widerstand der Mitarbeiter, von Köln nach Frankfurt verlegt.
Im Jahr 2022 beschäftigte der Konzern im Durchschnitt 106.889 Mitarbeiter. Zum Jahresende 2007 waren es 105.261 Mitarbeiter mit 155 Nationalitäten (in Deutschland 64.434 Mitarbeiter mit 126 Nationalitäten). Anders als viele andere (ehemalige) Flag-Carrier in Europa ist das Unternehmen mehrheitlich im Privatbesitz. Mit weltweit über 400 Konzern- und Beteiligungsgesellschaften ist es einer der größten Konzerne in der Zivilluftfahrtbranche.
Die Aktivitäten der Deutschen Lufthansa AG gliedern sich in die zwei Geschäftsfelder:
- Passagier-Airlines: Lufthansa, SWISS, Austrian Airlines, Brussels Airlines, ITA Airways, Eurowings und weitere.
- Aviation Services: Logistik, Technik, Service- und Finanzgesellschaften

Neben den unter verschiedenen Markennamen im Linienflugverkehr agierenden Fluggesellschaften wie Lufthansa, SWISS, Austrian Airlines, Brussels Airlines und Eurowings existieren kleinere Fluggesellschaften, welche das jeweilige das Netz ergänzen. Daneben unterhält der Konzern Service- und Finanzgesellschaften. Die einst zu Lufthansa gehörende Fluggesellschaft Condor wurde 1997 aus dem Konzern ausgegliedert und 2006 verkauft, behielt aber ihre Mitgliedschaft im Lufthansa-Vielfliegerprogramm Miles & More.
Im Jahr 2007 wurde ein Reformprogramm angekündigt, unter welchen insbesondere die bis dahin relativ selbständigen Management-Bereiche Einkauf, Controlling und Immobilienmanagement der größeren Tochtergesellschaften (wie Lufthansa Technik und Lufthansa Cargo) zentralisiert wurden.
Im internationalen Luftverkehr findet sich der Konzern unter den IATA-Fluggesellschaften je nach Berechnungsmethode in den Top 10 der größten Fluggesellschaften. Er wird aber in fast allen Bereichen von großen US-Gesellschaften übertroffen.

## Unternehmensführung

### Vorstand
(Stand: 15. September 2024)
| Geschäftsbereich                             | Name              | Position seit (Mitglied seit) | Vorherige Position                        |
| -------------------------------------------- | ----------------- | ----------------------------- | ----------------------------------------- |
| Vorsitzender                                 | Carsten Spohr     | 1. Mai 2014 (1. Januar 2011)  | Vorstandsvorsitzender, Lufthansa Passage  |
| Globale Märkte / Kommerzielle Steuerung Hubs | Dieter Vranckx    | 1. Juli 2024                  | Chief Executive Officer, Swiss            |
| Technik, IT und Innovation                   | Grazia Vittadini  | 1. Juli 2024                  | Chief Technology Officer, Rolls-Royce plc |
| Personal und Infrastruktur, Arbeitsdirektor  | Michael Niggemann | 1. Januar 2020                | Chief Financial Officer, Swiss            |
| Konzernfinanzen                              | Till Streichert   | 15. September 2024            | Chief Financial Officer, Amadeus IT Group |

## Unternehmensentwicklung

### Basisdaten
| Basisdaten                               | 2024    | 2023    | 2022    | 2021    | 2020    | 2019      | 2018      | 2017      | 2016      | 2015      | 2014      | 2013      | 2012      | 2011      | 2010      | 2009    |
| ---------------------------------------- | ------- | ------- | ------- | ------- | ------- | --------- | --------- | --------- | --------- | --------- | --------- | --------- | --------- | --------- | --------- | ------- |
| Flugbetrieb                              |         |         |         |         |         |           |           |           |           |           |           |           |           |           |           |         |
| Fluggäste (Mio.)                         | 131,3   | 122,5   | 101,8   | 46,9    | 36,4    | 145,2     | 142,3     | 129,3     | 109,7     | 107,7     | 106,0     | 104,6     | 103,6     | 100,6     | 92,7      | 77,3    |
| Angebotene Sitzkilometer (Mio.)          | 326.176 | 300.582 | 259.381 | 145.139 | 109.828 | 358.803   | 349.391   | 322.875   | 286.555   | 273.975   | 268.104   | 262.682   | 260.169   | 258.263   | 234.377   | 208.226 |
| Verkaufte Sitzkilometer (Mio.)           | 271.038 | 249.269 | 207.035 | 89.397  | 69.462  | 296.217   | 284.639   | 261.149   | 226.639   | 220.396   | 213.643   | 209.649   | 205.015   | 200.376   | 186.452   | 162.286 |
| Sitzladefaktor (%)                       | 83,1    | 82,9    | 79,8    | 61,6    | 63,2    | 82,6      | 81,5      | 80,9      | 79,1      | 80,4      | 80,1      | 79,8      | 78,8      | 77,6      | 79,6      | 77,9    |
| Angebotene Fracht-Tonnenkilometer (Mio.) | 17.119  | 15.497  | 14.194  | 11.867  | 10.591  | 17.379    | 16.349    | 15.754    | 15.117    | 14.971    | 14.659    | 14.893    | 13.749    | 16.260    | 15.298    | 14.372  |
| Verkaufte Fracht-Tonnenkilometer (Mio.)  | 9.957   | 8.735   | 8.562   | 8.477   | 7.373   | 10.664    | 10.896    | 10.819    | 10.071    | 9.930     | 10.249    | 10.285    | 10.240    | 10.861    | 10.429    | 8.706   |
| Fracht-Nutzladefaktor (%)                | 58,2    | 56,4    | 60,3    | 71,4    | 69,6    | 61,4      | 66,6      | 68,7      | 66,6      | 66,3      | 69,9      | 69,1      | 69,4      | 66,8      | 68,2      | 60,6    |
| Flüge (Anzahl)                           | 991.752 | 946.132 | 826.379 | 460.029 | 390.900 | 1.187.728 | 1.163.565 | 1.128.745 | 1.021.919 | 1.003.660 | 1.001.961 | 1.028.260 | 1.067.362 | 1.050.728 | 1.008.988 | 899.928 |
| Verkehrsflugzeuge (Anzahl)               | 735     | 721     | 710     | 713     | 757     | 763       | 763       | 728       | 617       | 600       | 615       | 622       | 627       | 697       | 710       | 722     |
| Mitarbeiter                              |         |         |         |         |         |           |           |           |           |           |           |           |           |           |           |         |
| Mitarbeiter (Jahresdurchschnitt)         | 100.290 | 110.264 | 106.889 | 107.643 | 125.207 | 137.784   | 134.330   | 128.856   | 123.287   | 119.559   | 118.973   | 117.414   | 118.368   | 119.084   | 117.066   | 112.320 |
| Finanzen                                 |         |         |         |         |         |           |           |           |           |           |           |           |           |           |           |         |
| Umsatz (Mio. EUR)                        | 37.581  | 35.422  | 32.770  | 16.811  | 13.589  | 36.424    | 35.542    | 35.579    | 31.660    | 32.056    | 30.011    | 30.027    | 30.135    | 28.734    | 26.459    | 22.283  |

### Anteilseigner/Aktie
1966 wurde die Lufthansaaktie erstmals an der Börse gehandelt. Der Staat behielt zunächst die Mehrheit. In den 1990er Jahren reduzierte die öffentliche Hand ihren Anteil von über 50 Prozent auf 34 Prozent. Seit 1997 ist die Lufthansa vollständig privatisiert.
Die Aktie der Deutsche Lufthansa ist an der Börse Frankfurt notiert. Die Aktien der Deutschen Lufthansa sind gemäß dem Luftverkehrsnachweissicherungsgesetz, welches seit September 1997 bei der Lufthansa Anwendung findet, als vinkulierte Namensaktien ausgegeben, wodurch die Kontrolle des Aktionärskreises ermöglicht wird. Der Anteil der Aktionäre, die als natürliche Personen keine EU-Staatsbürger sind oder als juristische Personen ihren Sitz außerhalb der EU haben, darf gemäß der staatlichen Betriebsgenehmigung nicht mehr als 50 Prozent des Gesellschaftskapitals betragen. Da die internationalen, außereuropäischen Luftverkehrsrechte ebenfalls unter dieser Bedingung gewährt wurden, ist die Gesellschaft verpflichtet den Nachweis zu führen, dass die 50-Prozent-Marke nicht überschritten wird und das Unternehmen unter deutscher oder europäischer Kontrolle steht.
| Eigentümerstruktur nach Nationalitäten | Anteil |
| -------------------------------------- | ------ |
| Deutschland                            | 79,3 % |
| USA                                    | 08,3 % |
| Irland                                 | 03,7 % |
| Kanada                                 | 01,6 % |
| Luxemburg                              | 01,4 % |
| Übrige                                 | 05,7 % |

Stand 31. Dezember 2024
| Stimmrechtsanteile  | in Prozent |
| ------------------- | ---------- |
| Kühne Aviation GmbH | 15,01 %    |
| Streubesitz         | 84,99 %    |

(Stand: 7. März 2025)

## Geschäftsfelder – Struktur, Marken
|                   |                   |                   |                   |                   |                   |  |  |           |           |           |           |           |           | Kühne Aviation GmbH 15,01 % | Kühne Aviation GmbH 15,01 % | Kühne Aviation GmbH 15,01 % | Kühne Aviation GmbH 15,01 % | Kühne Aviation GmbH 15,01 % | Kühne Aviation GmbH 15,01 % |        |        |  |  | Streubesitz 81,85 %             | Streubesitz 81,85 %             | Streubesitz 81,85 %             | Streubesitz 81,85 %             | Streubesitz 81,85 %             | Streubesitz 81,85 %             |  |  |                     |                     | BlackRock, Inc. 3,14 % | BlackRock, Inc. 3,14 % | BlackRock, Inc. 3,14 % | BlackRock, Inc. 3,14 % | BlackRock, Inc. 3,14 % | BlackRock, Inc. 3,14 % |  |  |  |  |  |  |  |  |         |         |         |         |         |         |  |  |  |  |  |  |  |  |  |  |  |  |  |  |  |  |  |  |
|                   |                   |                   |                   |                   |                   |  |  |           |           |           |           |           |           | Kühne Aviation GmbH 15,01 % | Kühne Aviation GmbH 15,01 % | Kühne Aviation GmbH 15,01 % | Kühne Aviation GmbH 15,01 % | Kühne Aviation GmbH 15,01 % | Kühne Aviation GmbH 15,01 % |        |        |  |  | Streubesitz 81,85 %             | Streubesitz 81,85 %             | Streubesitz 81,85 %             | Streubesitz 81,85 %             | Streubesitz 81,85 %             | Streubesitz 81,85 %             |  |  |                     |                     | BlackRock, Inc. 3,14 % | BlackRock, Inc. 3,14 % | BlackRock, Inc. 3,14 % | BlackRock, Inc. 3,14 % | BlackRock, Inc. 3,14 % | BlackRock, Inc. 3,14 % |  |  |  |  |  |  |  |  |         |         |         |         |         |         |  |  |  |  |  |  |  |  |  |  |  |  |  |  |  |  |  |  |
|                   |                   |                   |                   |                   |                   |  |  |           |           |           |           |           |           |                             |                             |                             |                             |                             |                             |        |        |  |  |                                 |                                 |                                 |                                 |                                 |                                 |  |  |                     |                     |                        |                        |                        |                        |                        |                        |  |  |  |  |  |  |  |  |         |         |         |         |         |         |  |  |  |  |  |  |  |  |  |  |  |  |  |  |  |  |  |  |
|                   |                   |                   |                   |                   |                   |  |  |           |           |           |           |           |           |                             |                             |                             |                             |                             |                             |        |        |  |  |                                 |                                 |                                 |                                 |                                 |                                 |  |  |                     |                     |                        |                        |                        |                        |                        |                        |  |  |  |  |  |  |  |  |         |         |         |         |         |         |  |  |  |  |  |  |  |  |  |  |  |  |  |  |  |  |  |  |
|                   |                   |                   |                   |                   |                   |  |  |           |           |           |           |           |           |                             |                             |                             |                             |                             |                             |        |        |  |  |                                 |                                 |                                 |                                 |                                 |                                 |  |  |                     |                     |                        |                        |                        |                        |                        |                        |  |  |  |  |  |  |  |  |         |         |         |         |         |         |  |  |  |  |  |  |  |  |  |  |  |  |  |  |  |  |  |  |
|                   |                   |                   |                   |                   |                   |  |  |           |           |           |           |           |           |                             |                             |                             |                             |                             |                             |        |        |  |  |                                 |                                 |                                 |                                 |                                 |                                 |  |  |                     |                     |                        |                        |                        |                        |                        |                        |  |  |  |  |  |  |  |  |         |         |         |         |         |         |  |  |  |  |  |  |  |  |  |  |  |  |  |  |  |  |  |  |
| Aviation Services | Aviation Services | Aviation Services | Aviation Services | Aviation Services | Aviation Services |  |  |           |           |           |           |           |           |                             |                             |                             |                             |                             |                             |        |        |  |  | Passagier-Airlines              | Passagier-Airlines              | Passagier-Airlines              | Passagier-Airlines              | Passagier-Airlines              | Passagier-Airlines              |  |  |                     |                     |                        |                        |                        |                        |                        |                        |  |  |  |  |  |  |  |  |         |         |         |         |         |         |  |  |  |  |  |  |  |  |  |  |  |  |  |  |  |  |  |  |
| Aviation Services | Aviation Services | Aviation Services | Aviation Services | Aviation Services | Aviation Services |  |  |           |           |           |           |           |           |                             |                             |                             |                             |                             |                             |        |        |  |  | Passagier-Airlines              | Passagier-Airlines              | Passagier-Airlines              | Passagier-Airlines              | Passagier-Airlines              | Passagier-Airlines              |  |  |                     |                     |                        |                        |                        |                        |                        |                        |  |  |  |  |  |  |  |  |         |         |         |         |         |         |  |  |  |  |  |  |  |  |  |  |  |  |  |  |  |  |  |  |
|                   |                   |                   |                   |                   |                   |  |  |           |           |           |           |           |           |                             |                             |                             |                             |                             |                             |        |        |  |  |                                 |                                 |                                 |                                 |                                 |                                 |  |  |                     |                     |                        |                        |                        |                        |                        |                        |  |  |  |  |  |  |  |  |         |         |         |         |         |         |  |  |  |  |  |  |  |  |  |  |  |  |  |  |  |  |  |  |
|                   |                   |                   |                   |                   |                   |  |  |           |           |           |           |           |           |                             |                             |                             |                             |                             |                             |        |        |  |  |                                 |                                 |                                 |                                 |                                 |                                 |  |  | 41 %                |                     |                        |                        |                        |                        |                        |                        |  |  |  |  |  |  |  |  |         |         |         |         |         |         |  |  |  |  |  |  |  |  |  |  |  |  |  |  |  |  |  |  |
|                   |                   |                   |                   |                   |                   |  |  |           |           |           |           |           |           |                             |                             |                             |                             |                             |                             |        |        |  |  |                                 |                                 |                                 |                                 |                                 |                                 |  |  |                     |                     |                        |                        |                        |                        |                        |                        |  |  |  |  |  |  |  |  |         |         |         |         |         |         |  |  |  |  |  |  |  |  |  |  |  |  |  |  |  |  |  |  |
|                   |                   |                   |                   |                   |                   |  |  |           |           |           |           |           |           |                             |                             |                             |                             |                             |                             |        |        |  |  |                                 |                                 |                                 |                                 |                                 |                                 |  |  |                     |                     |                        |                        |                        |                        |                        |                        |  |  |  |  |  |  |  |  |         |         |         |         |         |         |  |  |  |  |  |  |  |  |  |  |  |  |  |  |  |  |  |  |
|                   |                   |                   |                   |                   |                   |  |  |           |           |           |           |           |           |                             |                             |                             |                             |                             |                             |        |        |  |  |                                 |                                 |                                 |                                 |                                 |                                 |  |  |                     |                     |                        |                        |                        |                        |                        |                        |  |  |  |  |  |  |  |  | Europe  |         |         |         |         |         |  |  |  |  |  |  |  |  |  |  |  |  |  |  |  |  |  |  |
|                   |                   |                   |                   |                   |                   |  |  |           |           |           |           |           |           |                             |                             |                             |                             |                             |                             |        |        |  |  |                                 |                                 |                                 |                                 |                                 |                                 |  |  |                     |                     |                        |                        |                        |                        |                        |                        |  |  |  |  |  |  |  |  |         |         |         |         |         |         |  |  |  |  |  |  |  |  |  |  |  |  |  |  |  |  |  |  |
|                   |                   |                   |                   |                   |                   |  |  |           |           |           |           |           |           |                             |                             |                             |                             |                             |                             |        |        |  |  |                                 |                                 |                                 |                                 |                                 |                                 |  |  |                     |                     |                        |                        |                        |                        |                        |                        |  |  |  |  |  |  |  |  |         |         |         |         |         |         |  |  |  |  |  |  |  |  |  |  |  |  |  |  |  |  |  |  |
|                   |                   |                   |                   |                   |                   |  |  |           |           |           |           |           |           |                             |                             |                             |                             |                             |                             |        |        |  |  |                                 |                                 |                                 |                                 |                                 |                                 |  |  |                     |                     |                        |                        |                        |                        |                        |                        |  |  |  |  |  |  |  |  |         |         |         |         |         |         |  |  |  |  |  |  |  |  |  |  |  |  |  |  |  |  |  |  |
| Logistik          | Logistik          | Logistik          | Logistik          | Logistik          | Logistik          |  |  |           |           |           |           |           |           |                             |                             |                             |                             |                             |                             |        |        |  |  | Service- & Finanzgesellschaften | Service- & Finanzgesellschaften | Service- & Finanzgesellschaften | Service- & Finanzgesellschaften | Service- & Finanzgesellschaften | Service- & Finanzgesellschaften |  |  |                     |                     |                        |                        |                        |                        |                        |                        |  |  |  |  |  |  |  |  | Technik | Technik | Technik | Technik | Technik | Technik |  |  |  |  |  |  |  |  |  |  |  |  |  |  |  |  |  |  |
| Logistik          | Logistik          | Logistik          | Logistik          | Logistik          | Logistik          |  |  |           |           |           |           |           |           |                             |                             |                             |                             |                             |                             |        |        |  |  | Service- & Finanzgesellschaften | Service- & Finanzgesellschaften | Service- & Finanzgesellschaften | Service- & Finanzgesellschaften | Service- & Finanzgesellschaften | Service- & Finanzgesellschaften |  |  |                     |                     |                        |                        |                        |                        |                        |                        |  |  |  |  |  |  |  |  | Technik | Technik | Technik | Technik | Technik | Technik |  |  |  |  |  |  |  |  |  |  |  |  |  |  |  |  |  |  |
|                   |                   |                   |                   |                   |                   |  |  | 50 %      |           |           |           |           |           |                             |                             |                             |                             |                             |                             |        |        |  |  |                                 |                                 |                                 |                                 |                                 |                                 |  |  |                     |                     |                        |                        |                        |                        |                        |                        |  |  |  |  |  |  |  |  |         |         |         |         |         |         |  |  |  |  |  |  |  |  |  |  |  |  |  |  |  |  |  |  |
|                   |                   |                   |                   |                   |                   |  |  |           |           |           |           |           |           |                             |                             |                             |                             |                             |                             |        |        |  |  |                                 |                                 |                                 |                                 |                                 |                                 |  |  |                     |                     |                        |                        |                        |                        |                        |                        |  |  |  |  |  |  |  |  |         |         |         |         |         |         |  |  |  |  |  |  |  |  |  |  |  |  |  |  |  |  |  |  |
|                   |                   |                   |                   |                   |                   |  |  |           |           |           |           |           |           |                             |                             |                             |                             |                             |                             |        |        |  |  |                                 |                                 |                                 |                                 |                                 |                                 |  |  |                     |                     |                        |                        |                        |                        |                        |                        |  |  |  |  |  |  |  |  |         |         |         |         |         |         |  |  |  |  |  |  |  |  |  |  |  |  |  |  |  |  |  |  |
|                   |                   |                   |                   |                   |                   |  |  | Jettainer | Jettainer | Jettainer | Jettainer | Jettainer | Jettainer |                             |                             | Finanz                      | Finanz                      | Finanz                      | Finanz                      | Finanz | Finanz |  |  |                                 |                                 |                                 |                                 |                                 |                                 |  |  | IT-Dienstleistungen | IT-Dienstleistungen | IT-Dienstleistungen    | IT-Dienstleistungen    | IT-Dienstleistungen    | IT-Dienstleistungen    |                        |                        |  |  |  |  |  |  |  |  |         |         |         |         |         |         |  |  |  |  |  |  |  |  |  |  |  |  |  |  |  |  |  |  |
|                   |                   |                   |                   |                   |                   |  |  | Jettainer | Jettainer | Jettainer | Jettainer | Jettainer | Jettainer |                             |                             | Finanz                      | Finanz                      | Finanz                      | Finanz                      | Finanz | Finanz |  |  |                                 |                                 |                                 |                                 |                                 |                                 |  |  | IT-Dienstleistungen | IT-Dienstleistungen | IT-Dienstleistungen    | IT-Dienstleistungen    | IT-Dienstleistungen    | IT-Dienstleistungen    |                        |                        |  |  |  |  |  |  |  |  |         |         |         |         |         |         |  |  |  |  |  |  |  |  |  |  |  |  |  |  |  |  |  |  |
|                   |                   |                   |                   |                   |                   |  |  |           |           |           |           |           |           |                             |                             |                             |                             |                             |                             |        |        |  |  |                                 |                                 |                                 |                                 |                                 |                                 |  |  |                     |                     |                        |                        |                        |                        |                        |                        |  |  |  |  |  |  |  |  |         |         |         |         |         |         |  |  |  |  |  |  |  |  |  |  |  |  |  |  |  |  |  |  |
|                   |                   |                   |                   |                   |                   |  |  |           |           |           |           |           |           |                             |                             |                             |                             |                             |                             |        |        |  |  |                                 |                                 |                                 |                                 |                                 |                                 |  |  |                     |                     |                        |                        |                        |                        |                        |                        |  |  |  |  |  |  |  |  |         |         |         |         |         |         |  |  |  |  |  |  |  |  |  |  |  |  |  |  |  |  |  |  |

### Passagier-Airlines

Discover Airlines Logo

Seit Januar 2022 sind alle Passagier-Airlines der Lufthansa Group in diesem Geschäftsfeld zusammengefasst. Zuvor waren die Netzwerk-Fluggesellschaften und Eurowings (Point-to-Point Airlines) getrennte Geschäftsfelder.

Lufthansa Logo

#### Lufthansa German Airlines
Lufthansa German Airlines betreibt die Drehkreuze in Frankfurt und München. Zu ihr gehören neben der Lufthansa die Regionalfluggesellschaften Lufthansa City, Lufthansa CityLine und Air Dolomiti, die Ferienfluggesellschaft Discover Airlines sowie das Vielfliegerprogramm Miles & More und eine Beteiligung am Terminal 2 in München.
Discover Airlines wurde 2021 gegründet und führt Kurz-, Mittel- und Langstreckenflüge durch. Sie ist eine vollständige Tochter der Deutschen Lufthansa AG, welche bis September 2023 unter dem Markennamen Eurowings Discover auftrat. Als Vorbild dient Edelweiss Air, weshalb beide seit Oktober 2022 von derselben Person geleitet werden.

#### Austrian Airlines

Austrian Airlines Logo

Austrian Airlines ist die größte Fluggesellschaft Österreichs. Sie betreibt das Drehkreuz in Wien. Seit 4. Februar 2010 gehört sie zu 100 Prozent zum Konzern, zuvor wurden 2008 42 Prozent übernommen, am 3. September 2009 erfolgte die Übernahme mit einem Aktienanteil von 90 Prozent.

#### Brussels Airlines

Brussels Airlines Logo

Brussels Airlines ist die nationale Fluggesellschaft Belgiens. Sie führt von ihrem Drehkreuz Brüssel Flüge, mit dem Schwerpunkt Afrika, durch. 2008 wurden 45 Prozent der Brussels Airlines, mit einer Option für die restlichen 55 Prozent, übernommen. Mit Übernahme der verbliebenen 55 Prozent wurden am 11. Januar 2017 die Übernahme abgeschlossen. Zuvor sollte der „wirtschaftliche Turnaround abgeschlossen“ werden.

#### Eurowings

Eurowings Logo

Eurowings führt Kurz- und Mittelstreckenflüge im Punkt-zu-Punkt-Verkehr durch. Hierzu werden Flugzeuge an verschiedenen Flughäfen stationiert (Basis). Die Hauptbasis befindet sich in Düsseldorf. Die Basen in Deutschland werden von Eurowings und die europäischen Basen werden von Eurowings Europe betrieben. Sie versteht sich selber als Value-Airline.

#### ITA Airways

ITA Airways Logo

Seit Januar 2025 ist die italienische ITA Airways Mitglied der Lufthansa Group. Zuvor wurde am 25. Mai 2023 der Abschluss der Übernahmegespräche zwischen der Lufthansa Group und dem italienischen Ministero dell’Economia e delle Finanze bekannt gegeben. Im Rahmen einer Kapitalerhöhung von 325 Millionen Euro übernahm die Lufthansa zunächst 41 % der Anteile von ITA Airways. In einem zweiten Schritt sollen bei Rückkehr in die Gewinnzone für bis zu 425 Millionen Euro weitere 49 % der Unternehmensanteile übernommen werden. In einem dritten Schritt sollen für etwa 80 Millionen Euro die restlichen 10 % an ITA Airways übernommen werden. Im November 2023 wurde die Übernahme bei der Europäischen Wettbewerbsbehörde angemeldet, im Dezember 2023 wurde eine vertiefte Prüfung bekannt gegeben. Im Juli 2024 wurde eine Genehmigung der Europäischen Wettbewerbsbehörde unter Auflagen erteilt. Diese wurde wirksam, nachdem die Abgabe von Strecken und Slots an Wettbewerber genehmigt wurde. Nach Erfüllung der Auflagen und der endgültigen Genehmigung durch die EU-Kommission im November 2024 wurden am 17. Januar 2025 41 Prozent der Anteile übernommen. Optionen für den Erwerb der verbleibenden Anteile wurden vereinbart, sie können ab 2025 ausgeübt werden.

#### Swiss

Swiss International Air Lines Logo

Swiss International Air Lines ist die nationale Fluggesellschaft der Schweiz. Zu diesem Bereich gehört auch die Ferienfluggesellschaft Edelweiss Air, welche eine Schwestergesellschaft der Swiss ist. Beide operieren vom Drehkreuz Zürich aus. Seit 1. Juli 2007 gehört Swiss vollständig dem Konzern. Zuvor mussten 51 % der Anteile aus rechtlichen Gründen bis zur Neuaushandlung bilateraler Luftverkehrsrechte von der zu diesem Zweck gegründeten Schweizer Stiftung Almea gehalten werden. Die operative Entscheidungsmacht lag jedoch aufgrund vertraglicher Regelungen bereits zuvor bei dem Konzern.

#### Weitere Passagier-Airlines

SunExpress Logo

An der türkischen Ferienfluggesellschaft Sunexpress wird ein Anteil von 50 Prozent gehalten, die anderen 50 Prozent hält Turkish Airlines. Diese Beteiligung wird nicht in das Konzernergebnis eingerechnet. Auch die ehemalige Germanwings, welche noch abgewickelt wird, gehört zum Geschäftsfeld Passagier-Airlines.

### Aviation Services

#### Logistik

Lufthansa Cargo Logo

Das Geschäftsfeld Logistik umfasst neben der Frachtfluggesellschaft Lufthansa Cargo auch die Jettainer-Gruppe (Management von Luftfrachtcontainern), time:matters (besonders eilige Transporte), Heyworld (maßgeschneiderte Lösungen für die E-Commerce-Branche), Customs Broker (Zoll- und Zollabwicklung) sowie eine Beteiligung in Höhe von 50 Prozent an Aerologic, einem Joint Venture mit DHL Express. Hierbei handelt es sich um eine Frachtfluggesellschaft, mit Basis am Flughafen Leipzig/Halle.
Lufthansa Cargo vermarktet auch die Luftfrachtkapazitäten der Passagierflugzeuge von Lufthansa German Airlines, Austrian Airlines, Brussels Airlines, Discover Airlines und SunExpress.

#### Technik

Lufthansa Technik Logo

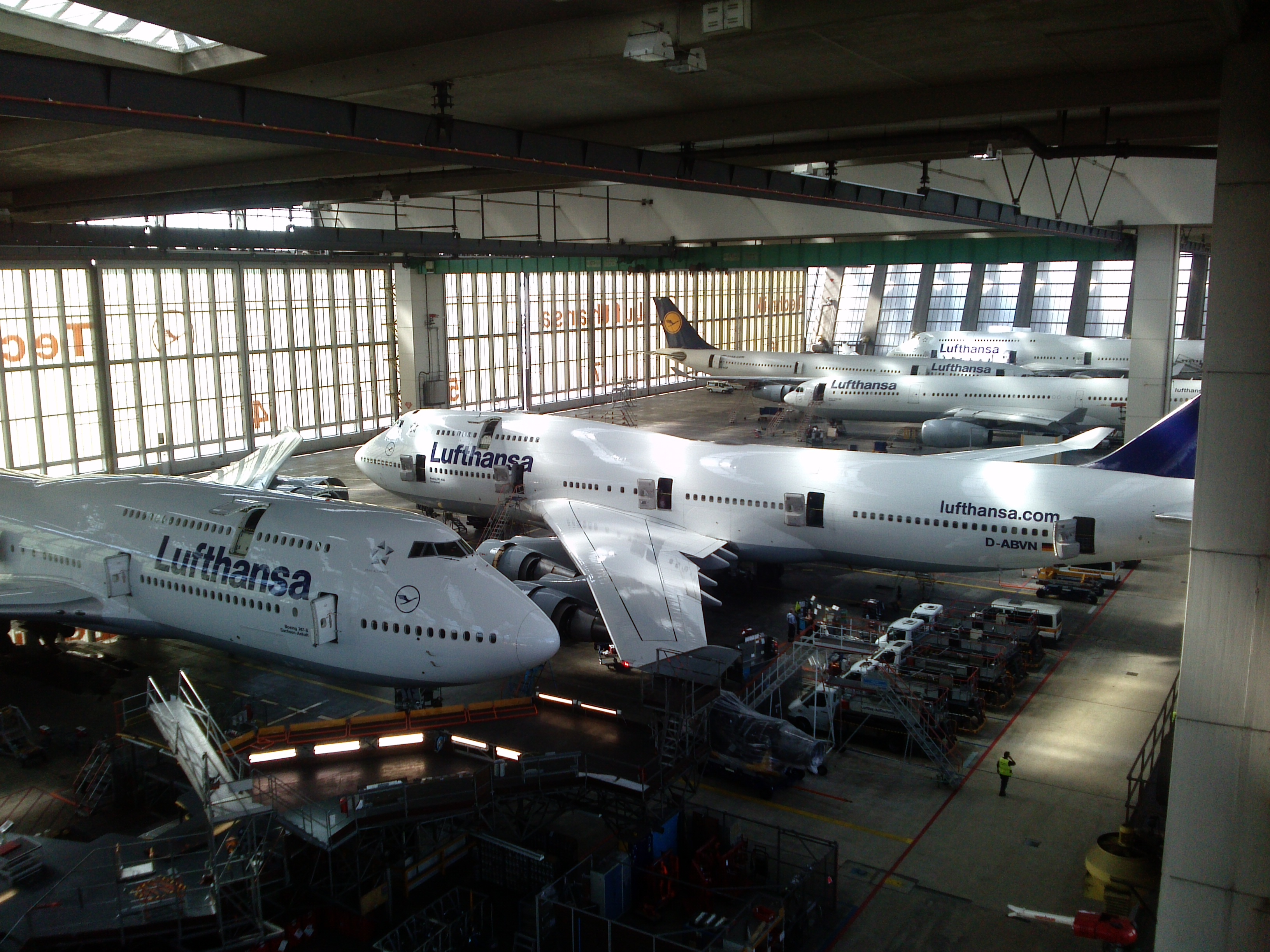
Eine der fünf Lufthansa-Technik-Wartungshallen in Frankfurt

Lufthansa Technik ist einer der größten Anbieter von Luftfahrzeug-Instandhaltungen weltweit, welcher neben Fluggesellschaften unter anderem auch Hersteller, VIP-Jet-Betreiber, Regierungen und Streitkräfte zu den Kunden zählt. Sie erzielt zwei Drittel des Umsatzes mit konzernfremden Kunden. Auch Lufthansa Industry Solutions, mit Hauptsitz in Norderstedt bei Hamburg, gehört seit 2022 zur Lufthansa Technik. Sie ist ein auf künstliche Intelligenz und Data Analytics spezialisiertes IT-Beratungs- und Systemintegrationsunternehmen. Ende 2022 übernahm Lufthansa Technik die Aviation Software AG (Maintenance & Engineering-/MRO-Software), von Swiss. Mit diesen und bereits vorhandenen Produkten, bietet Lufthansa Technik auch digitale Dienstleistungen an.

#### Service- und Finanzgesellschaften
Unter diesem Dach sind die Unternehmen des Finanz- und Dienstleistungsbereichs gebündelt, welche andere Aktivitäten der Lufthansa Group unterstützen.

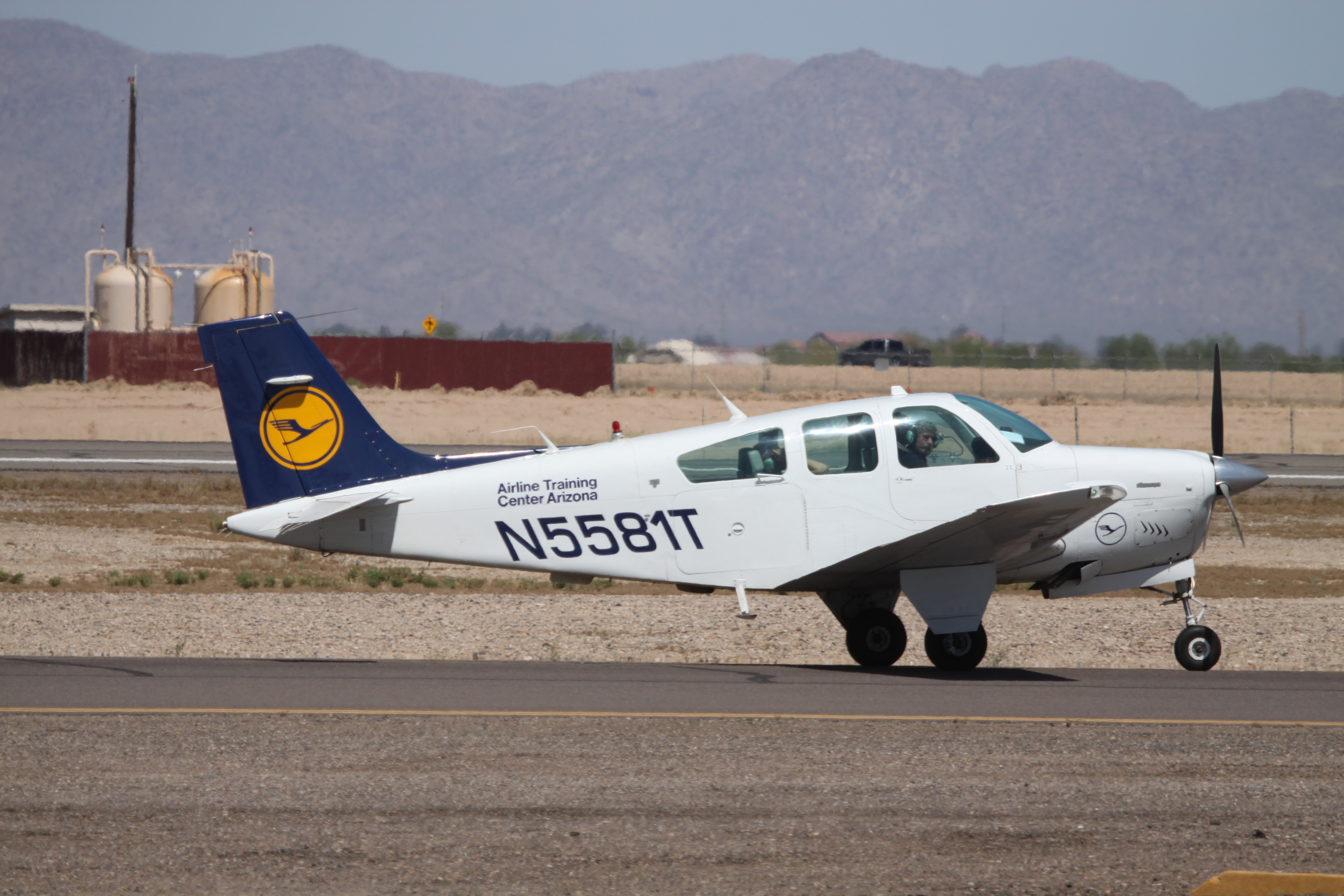
Ausbildungsflugzeug der Lufthansa Aviation Training

##### Lufthansa Aviation Training
Lufthansa Aviation Training (LAT) bietet Aus- und Weiterbildungsdienstleistungen von Piloten und Kabinenpersonal an zwölf Ausbildungs- und Trainingsstandorten an. Es wird auch Personal von über 250 externen Fluggesellschaften trainiert.

##### Delvag Versicherungs-AG
Die Delvag Versicherungs-AG ist ein Eigenversicherungsunternehmen, mit Schwerpunkten auf Luftfahrt-, Transport- und Rückversicherung. Sie nimmt die versicherungsseitige Betreuung der Lufthansa Group wahr. Zu Delvag gehört auch die Albatros Financial Solutions GmbH, welche als Versicherungs-Makler Firmenkunden in und außerhalb der Lufthansa Group berät.

##### Lufthansa Systems
Lufthansa Systems ist ein IT-Dienstleister mit weltweit rund 2800 Mitarbeitern. Neben dem Hauptsitz Raunheim bei Frankfurt am Main verfügt Lufthansa Systems über Auslandsstandorte in über 16 Ländern. Lufthansa Systems bietet IT-Produkte und Serviceleistungen mit dem Schwerpunkt Steigerung von Effizienz und Wettbewerbsfähigkeit an. Es werden auch externe Kunden betreut.

##### Lufthansa Consulting
Die Lufthansa Consulting GmbH, mit Sitz in Frankfurt am Main, ist ein Beratungsunternehmen mit dem Schwerpunkt Managementberatung in der Luftfahrt-Branche. Sie berät Fluggesellschaften, Flughäfen und den Öffentlichen/Privaten Sektor. 2023 wurden 62 Prozent des Umsatzes mit Unternehmen der Lufthansa Group und weitere 25 Prozent im Mittleren Osten erwirtschaftet.

##### Weitere Beteiligungen und Töchter

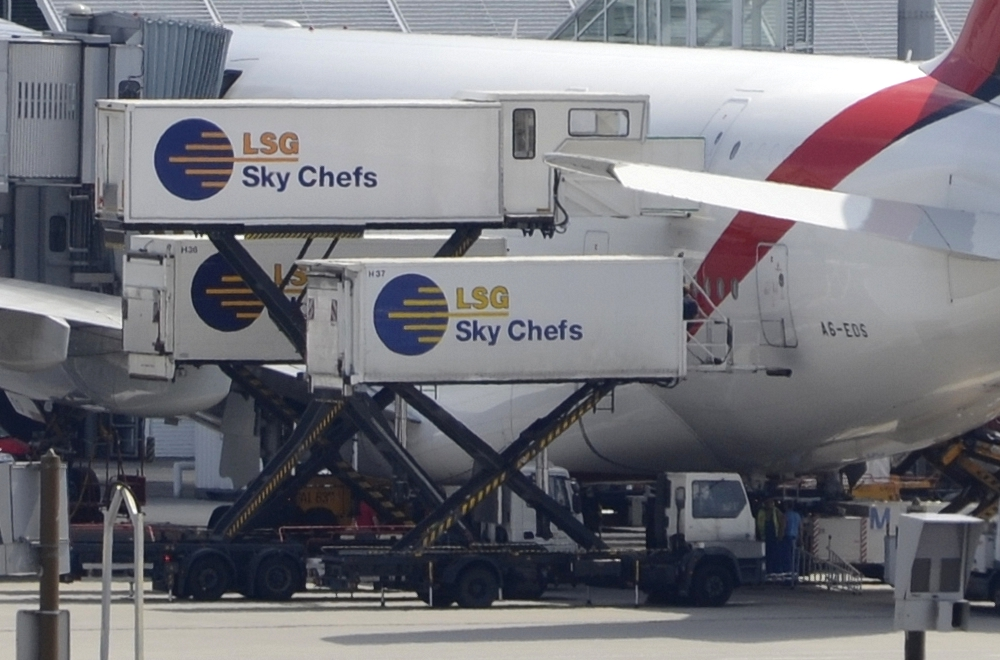
Beladung eines A380 durch LSG Sky Chefs

Lufthansa City Center ist ein Franchise-Unternehmen im Reisebüromarkt, welches über 550 Reisebüros in 100 Ländern verfügt. Die Lufthansa Group ist jedoch nur noch zu 50 Prozent an der Lufthansa City Center International GmbH beteiligt.
Lufthansa Seeheim ist eines der größten Tagungshotels Europas, welches im Jahr 2009 als Lufthansa Training & Conference Center Seeheim in einem Neubau eröffnete. Es ersetzte ein über 30 Jahre altes Gebäude an gleicher Stelle. Es steht auch externen Kunden offen. Die Lufthansa Seeheim GmbH gehört zu 100 Prozent zum Konzern.

### Ehemalige Beteiligungen und Töchter

#### AirPlus
Airplus ist ein Anbieter von Zahlungs- und Abrechnungsdienstleistungen für das Business-Travel-Management. Im Juni 2023 wurde der geplante Verkauf für 450 Millionen Euro an die SEB Kort Bank AB bekannt gegeben. Der Verkauf wurde am 31. Juli 2024 abgeschlossen.

#### LSG Sky Chefs
LSG Sky Chefs ist ein deutsches Cateringunternehmen, welches auf Bordverpflegung spezialisiert ist. 2020 wurde das Europageschäft an Gategroup verkauft. 2023 wurde die LSG Group (außereuropäischen Teil) an Aurelius verkauft. LSG Sky Chefs war einst der größte Anbieter in diesem Bereich.

#### Condor
Bis zum ersten Quartal 2009 war der Konzern mit 24,9 Prozent an der Fluggesellschaft Condor beteiligt. Diese Anteile wurden durch den Tourismuskonzern Thomas Cook Group übernommen.

## Flotte

### Übersicht der Konzernflotte
| Marke           | Flottengröße | Flottengröße | Fluggesellschaft                             | Flagge                                       | Anmerkungen                                  |
| --------------- | ------------ | ------------ | -------------------------------------------- | -------------------------------------------- | -------------------------------------------- |
| Lufthansa       | 320          | 320          | Lufthansa                                    | Deutschland                                  |                                              |
| Lufthansa       | 320          | 320          | Lufthansa CityLine                           | Deutschland                                  |                                              |
| Lufthansa       | 320          | 320          | Lufthansa City Airlines                      | Deutschland                                  |                                              |
| Air Dolomiti    | 026          | 026          | Air Dolomiti                                 | Italien                                      | teilweise im Codesharing für Lufthansa       |
| Austrian        | 068          | 068          | Austrian Airlines                            | Österreich                                   |                                              |
| Brussels        | 046          | 046          | Brussels Airlines                            | Belgien                                      |                                              |
| Discover        | 029          | 029          | Discover Airlines                            | Deutschland                                  |                                              |
| Eurowings       | 101          | 101          | Eurowings                                    | Deutschland                                  |                                              |
| Eurowings       | 101          | 101          | Eurowings Europe                             | Malta                                        | betrieben für Eurowings                      |
| ITA Airways     | 098          | 098          | ITA Airways                                  | Italien                                      | 41 % Lufthansa, 59 % Staat Italien           |
| Swiss           | 0113         | 093          | Swiss                                        | Schweiz                                      |                                              |
| Swiss           | 0113         | 020          | Edelweiss Air                                | Schweiz                                      |                                              |
| Lufthansa Cargo | 016          | 016          | Lufthansa Cargo                              | Deutschland                                  |                                              |
| Lufthansa Cargo | 025          | 025          | Aerologic                                    | Deutschland                                  | 50 % DHL Aviation, 50 % Lufthansa Cargo      |
| SunExpress      | 072          | 072          | Sunexpress                                   | Türkei                                       | 50 % Lufthansa, 50 % Turkish Airlines        |
| Gesamt          | 817          | 817          | Lufthansa Group (ohne Aerologic, SunExpress) | Lufthansa Group (ohne Aerologic, SunExpress) | Lufthansa Group (ohne Aerologic, SunExpress) |

### Konzernflotte nach Flugzeugtypen
| Marke         | Lufthansa | Lufthansa    | Lufthansa         | Austrian Airlines | Brussels Airlines | Eurowings | ITA Airways | Swiss     | Swiss | Lufthansa Cargo | Konzernflotte |
| Marke         | Lufthansa | Air Dolomiti | Discover Airlines | Austrian Airlines | Brussels Airlines | Eurowings | ITA Airways | Edelweiss | Swiss | Lufthansa Cargo | Konzernflotte |
| ------------- | --------- | ------------ | ----------------- | ----------------- | ----------------- | --------- | ----------- | --------- | ----- | --------------- | ------------- |
| Airbus        |           |              |                   |                   |                   |           |             |           |       |                 |               |
| A220-100/-300 | 0         | 0            | 0                 | 0                 | 0                 | 0         | 021         | 0         | 030   | 0               | 051           |
| A319-100      | 039       | 0            | 0                 | 0                 | 014               | 032       | 010         | 0         | 0     | 0               | 095           |
| A320-200      | 047       | 0            | 15                | 029               | 016               | 050       | 019         | 014       | 011   | 0               | 201           |
| A320neo       | 036       | 0            | 0                 | 005               | 005               | 008       | 019         | 0         | 011   | 0               | 084           |
| A321-100/-200 | 054       | 0            | 0                 | 006               | 0                 | 006       | 0           | 0         | 006   | 0               | 072           |
| A321neo       | 017       | 0            | 0                 | 0                 | 0                 | 005       | 007         | 0         | 005   | 0               | 034           |
| A321P2F       | 0         | 0            | 0                 | 0                 | 0                 | 0         | 0           | 0         | 0     | 004             | 004           |
| A330-200/-300 | 007       | 0            | 14                | 0                 | 011               | 0         | 005         | 0         | 014   | 0               | 051           |
| A330-900      | 0         | 0            | 0                 | 0                 | 0                 | 0         | 011         | 0         | 0     | 0               | 011           |
| A340-300/-600 | 026       | 0            | 0                 | 0                 | 0                 | 0         | 0           | 005       | 004   | 0               | 035           |
| A350-900      | 030       | 0            | 0                 | 0                 | 0                 | 0         | 006         | 001       | 0     | 0               | 037           |
| A380          | 008       | 0            | 0                 | 0                 | 0                 | 0         | 0           | 0         | 0     |                 | 008           |
| Boeing        |           |              |                   |                   |                   |           |             |           |       |                 |               |
| B747-4        | 008       | 0            | 0                 | 0                 | 0                 | 0         | 0           | 0         | 0     | 0               | 008           |
| B747-8        | 019       | 0            | 0                 | 0                 | 0                 | 0         | 0           | 0         | 0     | 0               | 019           |
| B767          | 0         | 0            | 0                 | 003               | 0                 | 0         | 0           | 0         | 0     | 0               | 003           |
| B777          | 0         | 0            | 0                 | 006               | 0                 | 0         | 0           | 0         | 012   | 0               | 018           |
| B777F         | 0         | 0            | 0                 | 0                 | 0                 | 0         | 0           | 0         | 0     | 012             | 012           |
| B787          | 005       | 0            | 0                 | 002               | 0                 | 0         | 0           | 0         | 0     | 0               | 007           |
| Bombardier    |           |              |                   |                   |                   |           |             |           |       |                 |               |
| CRJ900        | 024       | 0            | 0                 | 0                 | 0                 | 0         | 0           | 0         | 0     |                 | 024           |
| Embraer       |           |              |                   |                   |                   |           |             |           |       |                 |               |
| ERJ-190       |           | 009          | 0                 | 0                 | 0                 | 0         | 0           | 0         | 0     |                 | 009           |
| ERJ-195       | 0         | 017          | 0                 | 017               | 0                 | 0         | 0           | 0         | 0     |                 | 034           |
| Gesamt        | 320       | 026          | 29                | 068               | 046               | 101       | 098         | 20        | 093   | 016             | 817           |

### Flottenpolitik
Die Flugzeuge werden für die einzelnen Fluggesellschaften über den Konzern angeschafft. So ist es möglich, durch größere Stückzahlen, höhere Rabatte beim Hersteller zu erhalten. Die Lufthansa Group ist außerdem bestrebt, ihre sehr diverse Flotte in Zukunft auf weniger Flugzeugtypen zu reduzieren. Auch wurden die Flugzeuge der einzelnen Tochtergesellschaften untereinander standardisiert, um sie leichter im Konzern zu verschieben. Beispielsweise erhielten alle Flugzeuge ab Ende 2018 einen einheitlichen Weißton und die Ausstattung der A320-Flotte wurde standardisiert. Mit einer Bestellung von 40 Boeing 737 MAX 8 wird ab 2027 jedoch eine Fluggesellschaft der Lufthansa Group ein zweites Kurz- und Mittelstreckenmuster betreiben.

## Drehkreuze

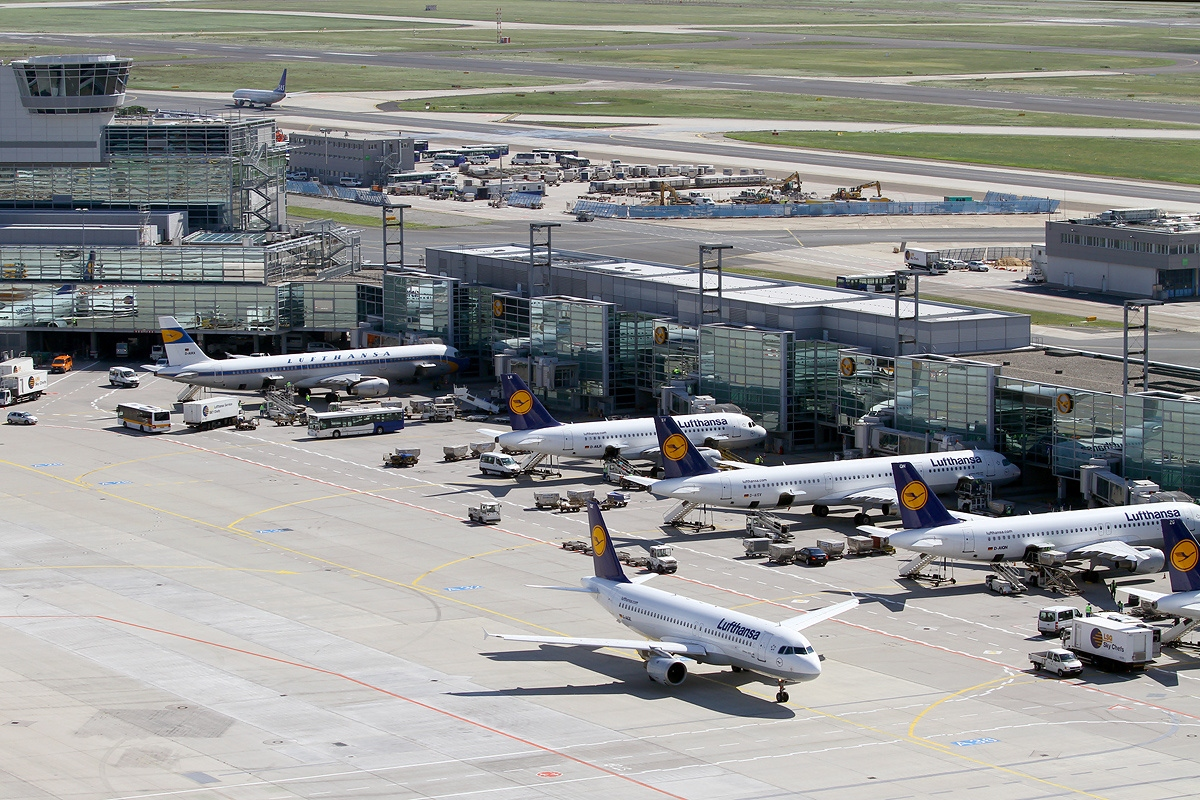
Flugzeuge der Lufthansa am Frankfurter Flughafen

Die Fluggesellschaften der Lufthansa Group betreiben sechs Drehkreuze in fünf aneinandergrenzenden Ländern:
- Flughafen Frankfurt Main: Lufthansa und Discover Airlines
- Flughafen München: Lufthansa und Discover Airlines
- Flughafen Zürich: Swiss und Edelweiss
- Flughafen Wien-Schwechat: Austrian Airlines
- Flughafen Brüssel-Zaventem: Brussels Airlines
- Flughafen Rom-Fiumicino: ITA Airways

Neben den Netzwerk-Fluggesellschaften werden durch Eurowings Kurz- und Mittelstreckenflüge im Punkt-zu-Punkt-Verkehr angeboten. Hierzu betreibt Eurowings keine Drehkreuze, nutzt aber vor allem folgende Flughäfen als Basis:
- den Flughafen Berlin Brandenburg
- den Flughafen Düsseldorf (Hauptbasis)
- den Flughafen Hamburg
- den Flughafen Hannover
- den Flughafen Köln/Bonn
- den Flughafen Nürnberg
- den Flughafen Stuttgart

Eurowings Europe betreibt wie die Muttergesellschaft Eurowings keine Drehkreuze, nutzt aber folgende Flughäfen als Basis:
- den Flughafen Graz
- den Flughafen Palma
- den Flughafen Prag
- den Flughafen Salzburg
- den Flughafen Stockholm/Arlanda

Zudem betreibt ITA Airways ein weiteres Kurzstreckendrehkreuz in Mailand-Linate.

## Kritik

### Verdrängung der Verstrickung in das NS-Regime
Mit Blick auf das NS-Regime ist dem heutigen Unternehmen bei seiner Selbstdarstellung eine bewusste Verdrängung der Verstrickung des Vorgängerunternehmens in das nationalsozialistische Regime in der Zeit von 1933 bis 1945 nachgewiesen worden.
Nach Bekanntwerden erster Forschungsergebnisse im Rahmen einer von Joachim Wachtel erstellten Festschrift zum 75. Jahrestag der Gründung der „alten“ Lufthansa sagte die heutige Deutsche Lufthansa AG die zum 6. Januar 2001 geplanten Feierlichkeiten ab. Ebenso wenig wurde das Jubiläumsbuch veröffentlicht. In der weiteren Öffentlichkeitsarbeit des heutigen Unternehmens wurde dann das Jahr 1953 als Gründungsjahr genannt, ohne allerdings auf die Pioniertaten der „alten“ Lufthansa zu verzichten, die in die Darstellung einer harmlosen Unternehmenstradition der heutigen Fluggesellschaft Lufthansa einflossen.
Mit der Begründung, die Lufthansa sei nach dem Zweiten Weltkrieg neu gegründet worden, bestreitet die heutige Deutsche Lufthansa AG jedweden Anspruch gegen das Unternehmen auf Entschädigung und Rentenzahlungen an damalige Zwangsarbeiter. Dessen ungeachtet stellt das heutige Unternehmen seinen ersten Linienflug am 1. April 1955 als „Neubeginn“ der traditionsreichen Lufthansa dar und macht sich in diesem Zusammenhang die technischen Fortschritte in der deutschen Verkehrsluftfahrt vor Gründung der heutigen Deutschen Lufthansa AG als Unternehmensgeschichte zu eigen.
Im Jahr 1999 überwies das Unternehmen 40 Millionen DM an den Zwangsarbeiterfond der deutschen Wirtschaft.

### Umwelt- und Lärmschutz
Die Lufthansa verfolgt das Ziel eines „CO2-neutralen Wachstums“ ab 2020.[veraltet] Zu diesem Zweck möchte der Konzern einen Teil seines Treibstoffes aus Pflanzen gewinnen. Umweltschutzorganisationen kritisieren das neue Treibstoff-Konzept der Lufthansa als Imagekampagne. Die Umweltschutzgruppen bezweifeln, dass Pflanzentreibstoffe nachhaltig und umweltfreundlich gewonnen werden können. Im Mai 2023 wurde bekannt, dass durchschnittlich rund 3 Prozent der Passagiere die Möglichkeit einer Klimakompensation nutzten. Am meisten wurden die Flüge, mit rund zehn Prozent, bei der Swiss kompensiert.

### Monopolstellung in Deutschland
In Folge der Insolvenz von Air Berlin hatte der Lufthansa-Konzern zeitweilig auf vielen innerdeutschen Flugrouten eine Monopolstellung inne, was den Konzern mit Vorwürfen von deutlichen Preisanhebungen konfrontierte. Das Kartellamt hat nach Prüfung dieser Preissteigerungen bekannt gegeben, dass ein Teil auf den starken Rückgang des Platzangebotes nach der Air Berlin-Pleite zurückzuführen sei, und dass dies auch bei einer intakten Konkurrenzsituation zu steigenden Preisen geführt hätte. Nach Übernahme von Geschäftsteilen der Air Berlin durch Easyjet seien die Preise auf den entsprechenden Strecken wieder umgehend gefallen.